# Pseudocorynactis caboverdensis
Pseudocorynactis caboverdensis är en korallart som beskrevs av Den Hartog, Ocaña och Alberto Brito 1993. Pseudocorynactis caboverdensis ingår i släktet Pseudocorynactis och familjen Corallimorphidae. Inga underarter finns listade i Catalogue of Life.